# Cerura irakana
Cerura irakana är en fjärilsart som beskrevs av Heydemann, Schulte och Adolf Remane 1963. Cerura irakana ingår i släktet Cerura och familjen tandspinnare. Inga underarter finns listade i Catalogue of Life.